# Christian Friedrich von Matthäi
Christian Friedrich von Matthäi est un philologue et helléniste allemand, né à Gröst (Thuringe) le 4 mars 1744, mort à Moscou le 14 septembre 1811. 
Sur la recommandation de son maître Ernesti, il obtient une chaire de belles-lettres à l’université de Moscou (1772) qu’il quitte, en 1785, pour devenir recteur à Meissen. Quatre ans plus tard, il passe à Wittemberg pour y enseigner le grec et retourne en 1805 à Moscou, où il reprend l’enseignement des lettres. 
C’est lui qui découvre en 1780, en compulsant des manuscrits enfouis dans des bibliothèques, l’Hymne à Cérès, attribué à Homère, et l'Exposition de la Clytemnestre de Sophocle, exposition dont quelques savants critiques ont contesté l’authenticité.

## Œuvres
Matthaei a écrit cinquante-trois ouvrages, parmi lesquels : 
- De interpretandi facultate ejusque præstantia et difficultate (Leipzig, 1772, in-4°) ;
- Glossaria græca minora et alia anecdota græca (Moscou, 1774-1775, 2 vol. in-4°) ;
- Notitia codicum manuscriptorum græcorum bibliothecarum Mosquensium (Moscou, 1770) ;
- Syntipæ, philosophi Persæ, fabulæ (Moscou, 1781) ;
- De Theophane Cerameo (Dresde, 1788) ;
- De Dionysio Periegete (Dresde, 1788) ;
- Nemesius, de natura hominis, græce et latine (Halle, 1802), etc.

On lui doit aussi de nombreuses éditions d’ouvrages, entre autres celle du Novum Testamentum græcum (Wittemberg, 1803-1804, 2 vol. in-8°).

## Source
« Christian Friedrich von Matthäi », dans Pierre Larousse, Grand dictionnaire universel du XIXe siècle, Paris, Administration du grand dictionnaire universel, 15 vol., 1863-1890 [détail des éditions].